# Tessellaster notabilis
Tessellaster notabilis är en sjöstjärneart som beskrevs av Hubert Lyman Clark 1941. Tessellaster notabilis ingår i släktet Tessellaster och familjen ledsjöstjärnor. Inga underarter finns listade i Catalogue of Life.